# Sphaeronectes
Sphaeronectes is een geslacht van hydroïdpoliepen uit de familie van de Sphaeronectidae.

## Soorten
- Sphaeronectes bougisi Carré, 1968
- Sphaeronectes brevitruncata (Chun, 1888)
- Sphaeronectes christiansonae Pugh, 2009
- Sphaeronectes fragilis Carré, 1968
- Sphaeronectes gamulini Carré, 1968
- Sphaeronectes gracilis (Claus, 1873)
- Sphaeronectes haddocki Pugh, 2009
- Sphaeronectes irregularis (Claus, 1873)
- Sphaeronectes tiburonae Pugh, 2009
- Sphaeronectes köllikeri Huxley, 1859
- Sphaeronectes pagesi Lindsay, Grossmann & Minemizu, 2011
- Sphaeronectes pughi Grossmann, Lindsay, Fuentes, 2012